# جاستین برونینگ
جاستین برونینگ (انگلیسی: Justin Bruening؛ زادهٔ ۲۴ سپتامبر ۱۹۷۹) بازیگر و مدل اهل ایالات متحده آمریکا است. او که در شهری کوچک (با جمعیت ۸۵ نفر در آن زمان) بزرگ شده بود، تنها با ۹ همکلاسی از دبیرستان فارغ‌التحصیل شد.
از فیلم‌ها یا برنامه‌های تلویزیونی که وی در آن نقش داشته است، می‌توان به سی‌اس‌آی: میامی، کسل، آناتومی گری، هاوایی فایو-زیرو، سریال نایت رایدر، تله‌فیلم نایت رایدر و پرونده سرد اشاره کرد.